# Joel Polis
Pour les articles homonymes, voir Polis (homonymie).
Joel Polis est un acteur américain né le 3 octobre 1951 à Philadelphie.

## Biographie
Polis a joué dans le film The Thing de John Carpenter en 1982.
Il apparait dans des séries de télévision, comme, Cheers, Alien Nation, Bienvenue en Alaska, Star Trek : Voyager, Roseanne, Seinfeld, La Vie à tout prix et Boston Justice.

## Filmographie
- 2008 : Stargate Atlantis (série télévisée) : Elson
- 2005 : Révélations (mini-série) : administrateur de l'hôpital
- 2003 : Alien Hunter (téléfilm) : Copeland
- 2000 : Invisible Man (série télévisée) : John Castagnacci
- 1999 : Ally McBeal (série télévisée) : Attorney Woodson
- 1998 : Sept à la maison (série télévisée) : Ted Jacob
- 1998 : Beverly Hills 90210 (série télévisée) : , Pharmacien
- 1997 : Seinfeld (série télévisée) : Reilly
- 1989 : Coupable Ressemblance : Dean Robin
- 1982 : The Thing : Fuchs